# Václav Sýkora
Václav Sýkora (Kladno, 24 ottobre 1952) è un allenatore di hockey su ghiaccio ed ex hockeista su ghiaccio ceco professionista che giocava nel ruolo di attaccante. Dalla stagione 2012-13 allena nella Kontinental Hockey League con i Lev Praga.